# East Worlington
East Worlington – wieś i civil parish w Anglii, w Devon, w dystrykcie North Devon. W 2011 civil parish liczyła 220 mieszkańców. To zawiera West Worlington.